# South Oroville, Kalifornien
South Oroville är en ort (CDP) i Butte County, i delstaten Kalifornien, USA. Enligt United States Census Bureau har orten en folkmängd på 5 742 invånare (2010) och en landarea på 7,7 km².